# Meistriliiga (1992)
Meistriliiga 1992 – 1. edycja najwyższej klasy rozgrywkowej piłki nożnej po uzyskaniu przez Estonię niepodległości od Związku Radzieckiego w sierpniu 1991. Zastąpiła Mistrzostwa Estońskiej Socjalistycznej Republiki Radzieckiej. Estonia nie miała klubów w mistrzostwach federalnych. Brało w niej udział 14 drużyn, które rozegrały w dwóch fazach 10 kolejek meczów. Pierwsze mistrzostwo po odzyskaniu przez kraj niepodległości zdobyła drużyna Norma Tallinn.

## Uczestniczące drużyny
| Eesti NSV meistrivõistlused jalgpallis (1991) | Eesti NSV meistrivõistlused jalgpallis (1991) | Eesti NSV meistrivõistlused jalgpallis (1991) | Eesti NSV meistrivõistlused jalgpallis (1991) |                                 |
| --------------------------------------------- | --------------------------------------------- | --------------------------------------------- | --------------------------------------------- | ------------------------------- |
| TVM                                           | Tallinna FC TVMV                              | Tallinn                                       | 1                                             | jako Tallinna FC TVMK           |
| NOR                                           | Tallinna FC Norma                             | Tallinn                                       | 2                                             |                                 |
| EPJ                                           | Jõhvi JK Eesti Põlevkivi                      | Jõhvi                                         | 3                                             | jako Jõhvi JK Estonia Kaevandus |
| MAA                                           | Maardu                                        | Tallinn                                       | 4                                             | jako JK Eesti Fosforiit         |
| VIG                                           | Tallinna KSK Vigri                            | Tallinn                                       | 5                                             | jako Tallinna FC Vigri/Marat    |
| PÄR                                           | Pärnu JK                                      | Parnawa                                       | 6                                             |                                 |
| KEE                                           | Kohtla-Järve JHK Keemik                       | Kohtla-Järve                                  | 7                                             |                                 |
| NAR                                           | Narva JK Trans                                | Narwa                                         | 8                                             | jako Narva Autobaas             |
| TUL                                           | Viljandi JK                                   | Viljandi                                      | 9                                             | jako Viljandi Linnameeskond     |
| SIL                                           | JK Sillamäe Kalev                             | Sillamäe                                      | 12                                            |                                 |
| Eesti NSV jalgpallikoondise II liiga (1991)   |                                               |                                               |                                               |                                 |
| TKL                                           | Tartu SS Kalev                                | Tartu                                         | 1                                             |                                 |
| FLO                                           | Tallinna FC Flora                             | Tallinn                                       | 2                                             |                                 |
| MER                                           | Tartu JK Merkuur                              | Tartu                                         | 3                                             |                                 |
| DÜN                                           | Tallinna JK Dünamo                            | Tallinn                                       | 4                                             |                                 |

## Format
Sezon rozgrywano wiosną 1992, aby w tym samym roku przejść na cykl jesienno-wiosenny. Rozgrywano go w dwóch fazach. W pierwszej zespoły zostały podzielone na dwie grupy (zachód i wschód) i każda z drużyn grupy grała z każdą po jednym spotkaniu.
W drugiej fazie pierwsze cztery drużyny grup awansowały do grupy mistrzowskiej, pozostałe zagrały w grupie spadkowej. Zespoły zabrały ze sobą wyniki z zespołami z fazy wstępnej. W fazie finałowej rywalizowały wyłącznie drużyny z przeciwnej grupy.
Zwycięzca grupy mistrzowskiej zostawał mistrzem Meistriliiga i kwalifikował się do rundy wstępnej Ligi Mistrzów UEFA. W grupie spadkowej dwie ostatnie drużyny spadały do Esiliiga, zaś trzecia od końca rozgrywała baraż ze zwycięzcą Esiliigi.

## Faza wstępna

### Grupa zachodnia
| Lp. | Drużyna        | M | Z | R | P | B+ | B- | +/– | Pkt | Kwalifikacja      |  | NOR | TVM | VIG | PÄR | DÜN | TUL | MER |
| --- | -------------- | - | - | - | - | -- | -- | --- | --- | ----------------- |  | --- | --- | --- | --- | --- | --- | --- |
| 1   | Norma Tallinn  | 6 | 6 | 0 | 0 | 29 | 3  | +26 | 12  | grupa mistrzowska |  |     | 2–1 | 6–0 | 3–1 | 3–0 | 6–1 | 9–0 |
| 2   | TVMV Tallinn   | 6 | 4 | 1 | 1 | 21 | 6  | +15 | 9   | grupa mistrzowska |  |     |     | 2–1 | 3–3 | 4–0 | 4–0 | 7–0 |
| 3   | Vigri Tallinn  | 6 | 4 | 0 | 2 | 16 | 14 | +2  | 8   | grupa mistrzowska |  |     |     |     | 4–0 | 3–0 | 4–3 | 4–3 |
| 4   | Pärnu          | 6 | 2 | 2 | 2 | 10 | 12 | −2  | 6   | grupa mistrzowska |  |     |     |     |     | 1–1 | 4–1 | 1–0 |
| 5   | Dünamo Tallinn | 6 | 2 | 1 | 3 | 7  | 12 | −5  | 5   | grupa spadkowa    |  |     |     |     |     |     | 4–0 | 2–1 |
| 6   | Viljandi       | 6 | 0 | 1 | 5 | 6  | 23 | −17 | 1   | grupa spadkowa    |  |     |     |     |     |     |     | 1–1 |
| 7   | Tartu Merkuur  | 6 | 0 | 1 | 5 | 5  | 24 | −19 | 1   | grupa spadkowa    |  |     |     |     |     |     |     |     |

### Grupa wschodnia
| Lp. | Drużyna               | M | Z | R | P | B+ | B- | +/– | Pkt | Kwalifikacja      |  | FLO | EPJ | TKL | NAR | SIL | KEE | MAA  |
| --- | --------------------- | - | - | - | - | -- | -- | --- | --- | ----------------- |  | --- | --- | --- | --- | --- | --- | ---- |
| 1   | Flora Tallinn         | 6 | 5 | 1 | 0 | 36 | 4  | +32 | 11  | grupa mistrzowska |  |     | 1–1 | 7–2 | 3–1 | 3–0 | +:- | 19–0 |
| 2   | Jõhvi Eesti Põlevkivi | 6 | 3 | 3 | 0 | 18 | 8  | +10 | 9   | grupa mistrzowska |  |     |     | 2–2 | 4–4 | 2–0 | 2–0 | 7–1  |
| 3   | Tartu Kalev           | 6 | 3 | 2 | 1 | 22 | 14 | +8  | 8   | grupa mistrzowska |  |     |     |     | 2–2 | 2–1 | 4–1 | 10–1 |
| 4   | Narva Trans           | 6 | 3 | 2 | 1 | 14 | 9  | +5  | 8   | grupa mistrzowska |  |     |     |     |     | 1–0 | 3–0 | +:-  |
| 5   | Sillamäe Kalev        | 6 | 1 | 1 | 4 | 4  | 10 | −6  | 3   | grupa spadkowa    |  |     |     |     |     |     | 1–1 | 2–1  |
| 6   | Kohtla-Järve Keemik   | 6 | 1 | 1 | 4 | 5  | 13 | −8  | 3   | grupa spadkowa    |  |     |     |     |     |     |     | +:-  |
| 7   | Maardu                | 6 | 0 | 0 | 6 | 3  | 44 | −41 | 0   | grupa spadkowa    |  |     |     |     |     |     |     |      |

1. 1 2 3  +:- przyznano walkower 3-0.

## Faza finałowa

### Grupa mistrzowska
| Lp. | Drużyna               | M | Z | R | P | B+ | B- | +/– | Pkt | Kwalifikacja                       |     | NOR | EPJ  | TVM | FLO | VIG | TKL | NAR | PÄR |
| --- | --------------------- | - | - | - | - | -- | -- | --- | --- | ---------------------------------- | --- | --- | ---- | --- | --- | --- | --- | --- | --- |
| 1   | Norma Tallinn (M)     | 7 | 5 | 2 | 0 | 22 | 4  | +18 | 12  | Liga Mistrzów UEFA • Runda wstępna |     |     |      | 2–1 |     | 6–0 |     |     | 3–1 |
| 2   | Jõhvi Eesti Põlevkivi | 7 | 3 | 4 | 0 | 23 | 14 | +9  | 10  |                                    |     | 2–2 |      |     | 1–1 |     | 2–2 | 4–4 |     |
| 3   | TVMV Tallinn          | 7 | 3 | 2 | 2 | 23 | 13 | +10 | 8   |                                    |     | 3–5 |      |     | 2–1 |     |     | 3–3 |     |
| 4   | Flora Tallinn         | 7 | 3 | 2 | 2 | 17 | 9  | +8  | 8   |                                    | 0–0 |     | 1–3  |     |     | 7–2 | 3–1 |     |     |
| 5   | Vigri Tallinn         | 7 | 3 | 0 | 4 | 9  | 16 | −7  | 6   |                                    |     | 1–6 |      | 2–1 |     |     |     | 4–0 |     |
| 6   | Tartu Kalev           | 7 | 1 | 3 | 3 | 11 | 18 | −7  | 5   |                                    | -:+ |     | 1–1  |     | 0–1 |     | 2–2 |     |     |
| 7   | Narva Trans           | 7 | 1 | 2 | 4 | 9  | 28 | −19 | 4   |                                    | 0–6 |     | 0–10 |     | 1–0 |     |     |     |     |
| 8   | Pärnu (W)             | 7 | 1 | 1 | 5 | 10 | 22 | −12 | 3   | wycofana                           |     |     | 1–3  |     | 0–4 |     | 2–4 | 3–1 |     |

1. ↑  +:- przyznano walkower 3-0.
2. ↑  Pärnu JK wycofał się z Meistriliigi.

### Grupa spadkowa
| Lp. | Drużyna              | M | Z | R | P | B+ | B- | +/– | Pkt | Spadek               |     | DÜN | KEE | SIL | MER | TUL | MAA |
| --- | -------------------- | - | - | - | - | -- | -- | --- | --- | -------------------- | --- | --- | --- | --- | --- | --- | --- |
| 9   | Dünamo Tallinn       | 5 | 4 | 0 | 1 | 14 | 5  | +9  | 8   |                      |     |     |     |     | 2–1 | 4–0 |     |
| 10  | Kohtla-Järve Keemik  | 5 | 3 | 2 | 0 | 10 | 4  | +6  | 8   |                      | 2–1 |     | 1–1 |     |     | +:- |     |
| 11  | Sillamäe Kalev       | 5 | 2 | 2 | 1 | 8  | 8  | 0   | 6   |                      | 1–3 |     |     |     |     | 2–1 |     |
| 12  | Tartu Merkuur (B, O) | 5 | 1 | 2 | 2 | 8  | 7  | +1  | 4   | baraż o Meistriliiga |     |     | 1–1 | 2–3 |     | 1–1 |     |
| 13  | Viljandi             | 5 | 1 | 2 | 2 | 11 | 11 | 0   | 4   | [ ii ]               |     |     | 1–3 | 1–1 |     |     |     |
| 14  | Maardu (S)           | 5 | 0 | 0 | 5 | 4  | 20 | −16 | 0   | spadek do Esiliiga   |     | 1–4 |     |     | 0–3 | 2–8 |     |

1. ↑  +:- przyznano walkower 3-0.
2. ↑  Viljandi JK pozostał w Meistriliiga zajmując miejsce wycofanego Pärnu JK.

## Baraż o Meistriliiga
Tartu Merkuur pozostał w Meistriliiga na sezon 1992/1993, wygrywając dwumecz z Kreenholm Narva dzięki większej liczbie bramek zdobytych na wyjeździe.
| Drużyna 1     | Wynik dwumeczu | Drużyna 2       | Pierwszy mecz | Drugi mecz |
| ------------- | -------------- | --------------- | ------------- | ---------- |
| Tartu Merkuur | 4:4 (a)        | Kreenholm Narva | 1:1           | 3:3        |

## Najlepsi strzelcy
| Bramki | Strzelcy         | Drużyna               |
| ------ | ---------------- | --------------------- |
| 18     | Sergei Bragin    | Norma Tallinn         |
| 13     | Sergei Afanasyev | Jõhvi Eesti Põlevkivi |
| 12     | Walery Możżuchin | TVMV Tallinn          |
| 11     | Oleg Guzik       | TVMV Tallinn          |
| 11     | Urmas Kirs       | Flora Tallinn         |
| 7      | Indro Olumets    | Flora Tallinn         |
| 7      | Martin Reim      | Flora Tallinn         |
| 7      | Aleksandr Žurkin | Norma Tallinn         |

Źródło: